# Veronika Major
Veronika Major (Keszthely, 19 de marzo de 1997) es una deportista húngara que compite en tiro, en la modalidad de pistola.
Participó en dos Juegos Olímpicos de Verano, en los años 2020 y 2024, obteniendo una medalla de bronce en París 2024, en la prueba de pistola 25 m. Ganó cuatro medallas en el Campeonato Europeo de Tiro entre los años 2019 y 2025.

## Palmarés internacional
| Juegos Olímpicos   | Juegos Olímpicos      | Juegos Olímpicos  | Juegos Olímpicos      |
| Año                | Lugar                 | Medalla           | Prueba                |
| ------------------ | --------------------- | ----------------- | --------------------- |
| 2024               | París (Francia)       | Medalla de bronce | Pistola 25 m          |
| Campeonato Europeo |                       |                   |                       |
| Año                | Lugar                 | Medalla           | Prueba                |
| 2019               | Osijek (Croacia)      | Medalla de plata  | Pistola 10 m          |
| 2019               | Lonato (Italia)       | Medalla de plata  | Pistola 25 m          |
| 2024               | Osijek (Croacia)      | Medalla de plata  | Pistola estándar 25 m |
| 2025               | Châteauroux (Francia) | Medalla de plata  | Pistola estándar 25 m |